# Anastrepha hamadryas
Anastrepha hamadryas är en tvåvingeart som först beskrevs av Stone 1939. Anastrepha hamadryas ingår i släktet Anastrepha och familjen borrflugor.
Artens utbredningsområde är Panama. Inga underarter finns listade i Catalogue of Life.